# 扬子洲镇
扬子洲镇，是中华人民共和国江西省南昌市东湖区下辖的一个乡镇级行政单位。

## 历史沿革
2014年9月1日江西省政府同意将扬子洲镇由青山湖区调整为东湖区管辖；扬子洲的城市发展控制储备用地性质也将改变，并将成为东湖区以后着重发展的地区。
2014年9月18日南昌市召开“青山湖区扬子洲镇整建制划归东湖区管辖移交接工作会议”，明确了扬子洲未来5年仍然作为南昌蔬菜基地；确定9月16日起扬子洲镇归归东湖区管辖并于2014年10月31日前完成移交接工作。
2014年10月21日确认扬子洲农场也将划给东湖区管辖。
2014年10月24日东湖区扬子洲镇和扬子洲农场正式揭牌。

## 行政区划
扬子洲镇下辖以下地区：
青扬社区、庙后村、联民村、为民村、三联村、前洲村、新村、滕洲村、熊万村、上房村、莘洲村、长村、渔业村、南洲村、林场村和臣港村。